# Снігова баба

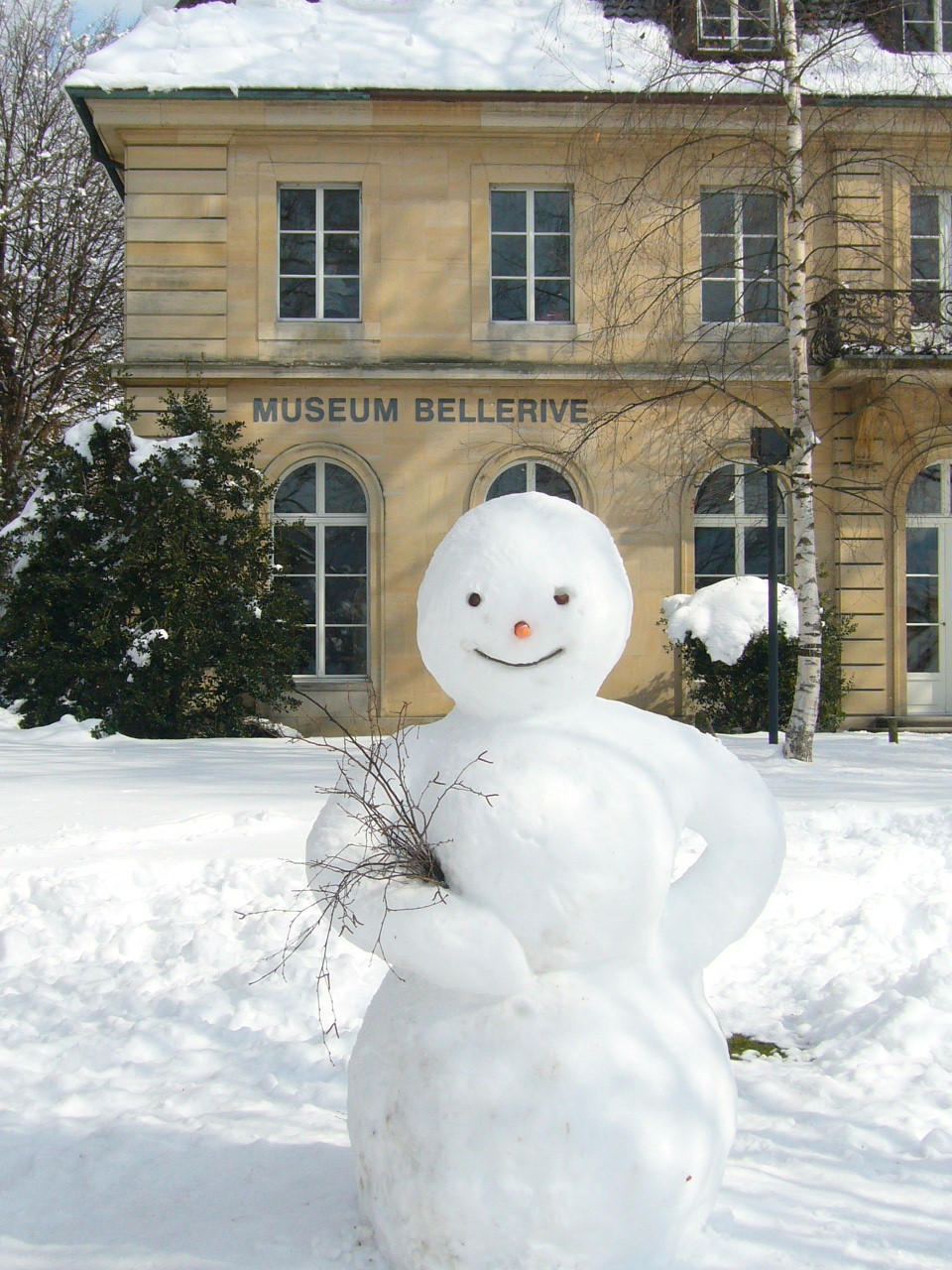
Снігова баба

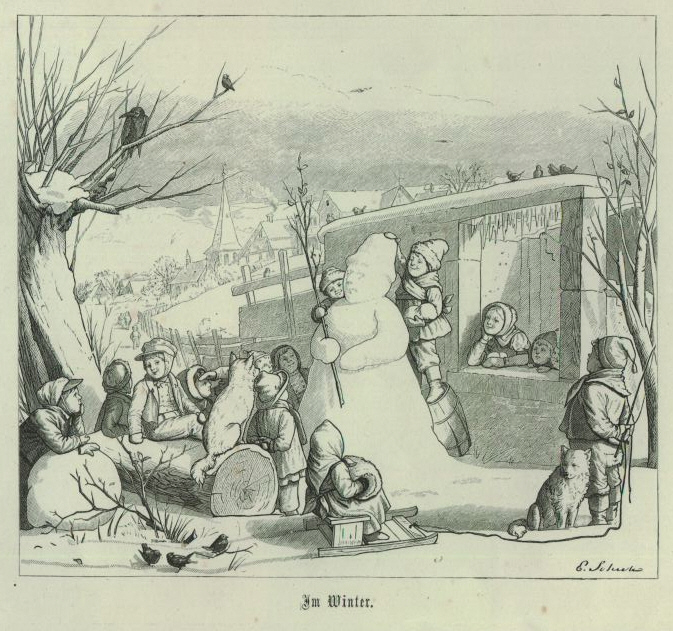
Ілюстрація до дитячої книги «Die Welt im Kleinen», 1867

Снігова́ ба́ба, також снігови́к — проста снігова скульптура, що її ліплять взимку, здебільшого діти.
Ліплення снігових баб — з давніх часів дитяча зимова гра.

## Історія

Танок навколо снігової баби. Манускрипт, 1511 р.

Імовірне зображення снігової баби. Часослов, XIV ст.

Походження снігової баби неясне. Та все ж, Боб Екштейн, автор «Історії снігової баби», дослідивши художні зображення в європейських музеях, картинних галереях і бібліотеках, стверджує, що снігові баби відомі з середньовічної доби. Найбільш ранній документ — ілюстрації у книзі під назвою Часослов за 1380 рік, знайденої у Королівській бібліотеці Нідерландів у Гаазі.

## Опис створення снігової баби
Найпростіша снігова баба складається з трьох снігових куль. Найбільша куля стає її черевцем, менша — грудьми, а найменша — головою. Реалізації інших частин тіла можуть варіювати, але є канонічне уявлення про снігову бабу, якому реальні снігові баби можуть не відповідати, але воно поширене в казках і мультфільмах.
Руки снігової баби можуть бути зроблені двома гілками, але іноді робляться символічні руки з двох невеликих грудок снігу. У «руки» снігової баби часто вкладають заступ чи мітлу, які встромляють у сніг поруч із фігурою. Іноді сніговій бабі додають дві ступні зі снігових грудок, які ніби визирають з-під поли її шуби. Канон вимагає, щоб ніс снігової баби був зроблений з морквини (морква добре зберігалася до зими в селянських господарствах), але в сучасних умовах частіше використовують доступніші підручні матеріали (камінці, палички, вугілля), якими позначають і інші риси обличчя. На голову снігової баби іноді надягають відерце.
У світі 18 січня відзначається День сніговика, запропонований колекціонером з Германії К. Грьотцем. 

## Сніговики-рекордсмени

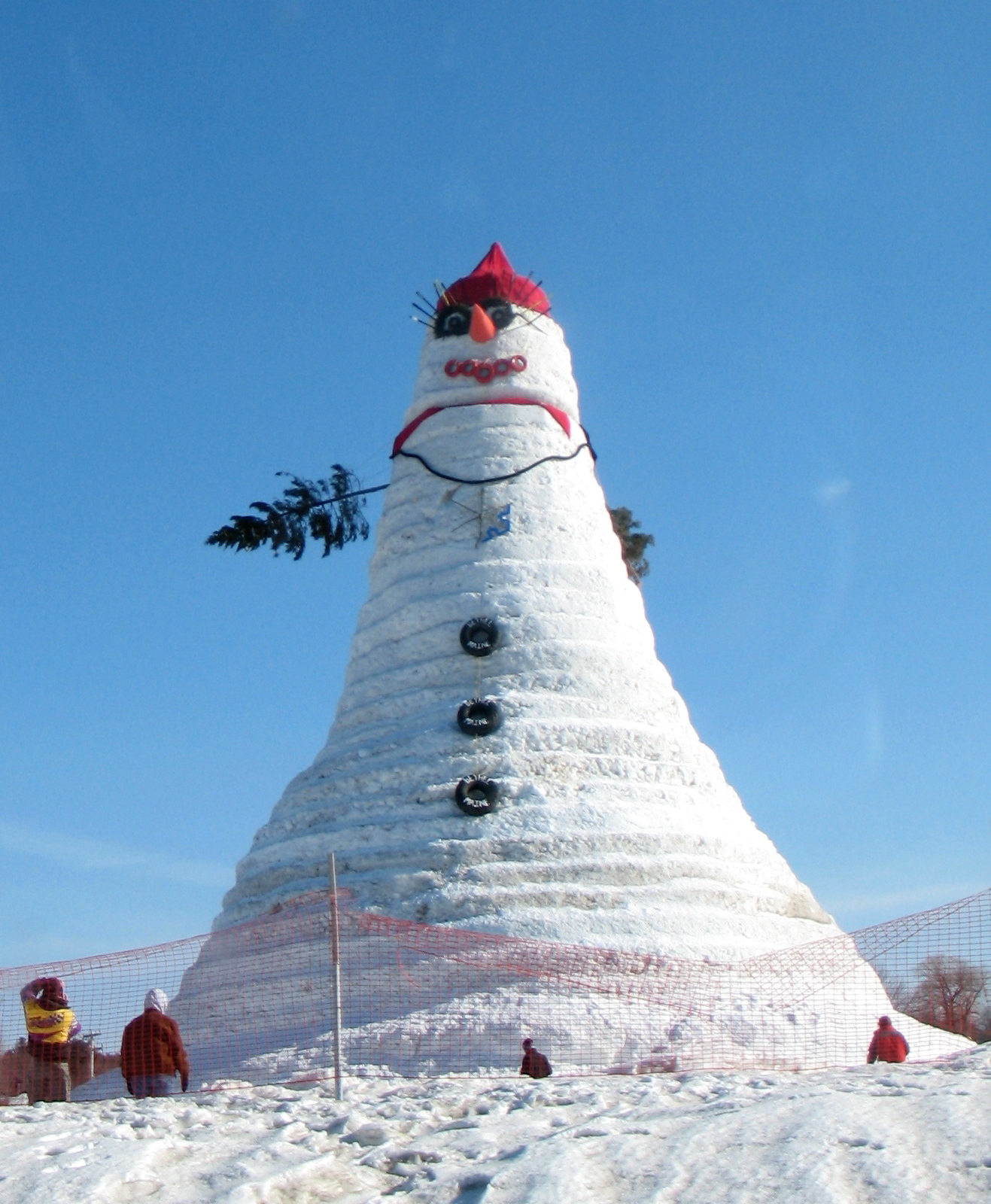
Сніговик-рекордсмен (2008)

Одну з найбільших снігових баб зробили в лютому 1999 р. в місті Бетел штату Мен. Її назвали «Ангус, Король Гори» на честь Ангуса Кінга, який був тоді губернатором Мена. Снігова баба була 35 м заввишки і понад 4000 т вагою.
У 2008 році там же зробили снігову бабу ще більшу: висотою 37 м і вагою 6000 т.
Напередодні Різдва 2010 року англійський вчений Девід Кокс (David Cox), член Квантового відділення Національної фізичної лабораторії Лондона, разом з колегами створили символ снігової баби з двох горошин сплаву олова розміром 0,01 мм. Ніс снігової баби було зроблено з платини, діаметр його становить всього 0,001 мм. Обличчя і посмішка снігової баби було вирізано за допомогою сфокусованого пучка іонів.